# Uzbrojenie Wojsk Lądowych Ukrainy podczas inwazji Rosji
Podczas inwazji Rosji na Ukrainę w 2022 roku Wojska Lądowe Ukrainy, oprócz posiadanej do tej pory broni, otrzymały szereg wzorów uzbrojenia z różnych państw, występujących w różnej liczbie.

## Wyposażenie
poniższa lista jest niekompletna
| Zdjęcie                        | Nazwa                       | Kraj produkcji (przekazania)                                 | Uwagi |                   |
| Czołgi podstawowe              | Czołgi podstawowe           | Czołgi podstawowe                                            | Czołgi podstawowe | Czołgi podstawowe |
| ------------------------------ | --------------------------- | ------------------------------------------------------------ | --- | ----------------- |
|                                | T-84 Opłot-M                | Ukraina                                                      | |                   |
|                                | T-80BW/U/UD                 | ZSRR · Ukraina                                               | Około 130 |                   |
|                                | T-64BM „Bułat”              | ZSRR · Ukraina                                               | |                   |
|                                | T-64BW/BM                   | ZSRR                                                         | Ponad 700 |                   |
|                                | T-72A, AMT, B1              | ZSRR                                                         | Czołgi poradzieckie – ok. 130 różnych wersji. Do maja 2022 pewna liczba T-72A przekazana też przez Czechy. |                   |
|                                | T-72M, M1, M1R              | ZSRR / Polska / Czechosłowacja · ( Polska, Czechy, Słowacja) | W 2022 dostarczane przez różne państwa, w tym ponad 250 przez Polskę i Czechy. W Ukrainie doposażane są w pancerz reaktywny Kontakt-1. Czołgi T-72M1 i T-72M1R przekazano przez Polskę do maja 2022. W kwietniu przekazanie T-72 nieznanej wersji zadeklarowała Rumunia.         |                   |
|                                | T-72B3                      | Rosja                                                        | Zdobyczne rosyjskie w 2022 |                   |
| (fot. w polskiej służbie)      | PT-91 Twardy                | Polska                                                       | Według nieoficjalnych doniesień ograniczona liczba dostarczona od lipca 2022 przez Polskę, bez potwierdzenia zdjęciowego. Oficjalnie przekazywane od wiosny 2023 roku (ok. 60 sztuk), ujawnione w kwietniu 2023 roku.                                                            |                   |
| (fot. w służbie słoweńskiej)   | M-55S                       | Jugosławia · ( Słowenia)                                     | 28 podarowane przez Słowenię październiku 2022 |                   |
| (fot. w służbie polskiej)      | Leopard 2 A4                | Niemcy ( Polska)                                             | Pierwsze 4 przekazane przez Polskę w lutym 2023, później dalsze przez różne kraje |                   |
|                                | Leopard 2 A6                | Niemcy                                                       | Przekazane przez Niemcy w 2023 |                   |
|                                | Leopard 1 A5                | Niemcy                                                       | Pierwsze 10 przekazane przez Niemcy w lipcu 2023 |                   |
|                                | M1A1 Abrams                 | Stany Zjednoczone                                            | Przekazane przez USA w 2023 |                   |
| (fot. poglądowa)               | Challenger 2                | Wielka Brytania                                              | Przekazane przez Wielką Brytanię w 2023 |                   |
| Bojowe wozy piechoty           |                             |                                                              | |                   |
|                                | BMP-1                       | ZSRR                                                         | Wozy poradzieckie. W kwietniu 2022 roku dalsze dostarczone przez Polskę (BWP-1) i Czechy (BVP-1). W czerwcu przekazanie 20–30 BMP-1A1 uzbrojonych w dodatkowy wkm plot. 0,50 cala zadeklarowała Grecja                                                                           |                   |
|                                | BMP-2                       | ZSRR                                                         | Wozy poradzieckie. |                   |
|                                | BMP-3                       | ZSRR                                                         | Wozy poradzieckie. |                   |
|                                | BMD-1                       | ZSRR                                                         | Wozy poradzieckie. |                   |
|                                | BMD-2                       | ZSRR                                                         | Wozy poradzieckie. |                   |
| (fot. w służbie słoweńskiej)   | BVP M-80A                   | Jugosławia · ( Słowenia)                                     | 35 M-80A podarowane przez Słowenię, dostarczone w czerwcu 2022 (wg innych informacji 32) |                   |
|                                | BTR-3                       | Ukraina                                                      | |                   |
|                                | BTR-4                       | Ukraina                                                      | |                   |
| Transportery opancerzone       |                             |                                                              | |                   |
|                                | BTR-80                      | ZSRR · Ukraina                                               | |                   |
|                                | BTR-70                      | ZSRR · Ukraina                                               | |                   |
|                                | BTR-60PB                    | ZSRR · Ukraina                                               | Wozy poradzieckie i m.in. przekazane w 2024 przez Bułgarię. |                   |
| (fot. poglądowa)               | BTR-50                      | ZSRR · Ukraina                                               | Wozy poradzieckie i m.in. przekazane w 2024 przez Bułgarię. |                   |
|                                | BTR-D                       | ZSRR                                                         | Wozy poradzieckie. |                   |
|                                | Saxon                       | Wielka Brytania                                              | 75 zakupione w 2015 |                   |
|                                | Bushmaster                  | Australia                                                    | Podarowane przez Australię, 20 dostarczone w kwietniu 2022, kolejne 20 w czerwcu |                   |
| (fot. w brytyjskiej służbie)   | Mastiff / Wolfhound         | Stany Zjednoczone · ( Wielka Brytania)                       | Dostarczone przez Wielką Brytanię, ujawnione w maju 2022 (Wolfhound) i czerwcu 2022 (Mastiff) |                   |
| (fot. w brytyjskiej służbie)   | FV103 Spartan               | Wielka Brytania                                              | Dostarczone przez Wielką Brytanię (poniżej 40), ujawnione w czerwcu 2022 |                   |
| (fot. australijski M113AS4)    | M113                        | Stany Zjednoczone · (USA, Dania, Australia)                  | M113A3 dostarczane od maja 2022 przez USA. 50 M113G3DK przekazanych przez Danię w maju/czerwcu. 14 M113AS4 podarowane przez Australię, dostarczone w czerwcu 2022. 15 M113 zadeklarowane w maju do przekazania przez Portugalię.                                                 |                   |
| (fot. w służbie holenderskiej) | YPR-765                     | Holandia                                                     | Przekazane w kwietniu/maju 2022. |                   |
| (fot. w służbie francuskiej)   | VAB 4×4                     | Francja                                                      | Przekazywane od końca czerwca 2022. |                   |
| (fot. w służbie fińskiej)      | XA-185                      | Finlandia                                                    | przekazane przez Finlandię, ujawnione we wrześniu 2022 |                   |
| (fot. poglądowa)               | M1117                       | Stany Zjednoczone                                            | Przekazane przez USA, ujawnione w marcu 2024 |                   |
| Samochody opancerzone i MRAP   |                             |                                                              | |                   |
|                                | BRDM-2                      | ZSRR                                                         | |                   |
|                                | Dozor B                     | Ukraina                                                      | |                   |
|                                | Kozak 2                     | Ukraina                                                      | |                   |
| (fot. w polskiej służbie)      | AMZ Dzik-2                  | Polska                                                       | Przekazane przez Polskę, ujawnione w maju 2022 roku. |                   |
| (fot. rosyjski Tigr)           | GAZ Tigr                    | Rosja                                                        | Zdobyczne egzemplarze wcielone do służby |                   |
| (fot. hiszpański Vamtac)       | URO Vamtac                  | Hiszpania                                                    | 20 samochodów przekazane pod koniec kwietnia 2022 |                   |
| (fot. w brytyjskiej służbie)   | Jackal                      | Wielka Brytania                                              | Dostarczone przez Wielką Brytanię – zadeklarowane w kwietniu 2022 |                   |
| (fot. w służbie brytyjskiej)   | Husky                       | Stany Zjednoczone · ( Wielka Brytania)                       | Przekazane przez Wielką Brytanię w czerwcu 2022 |                   |
| (fot. w służbie tureckiej)     | Kirpi                       | Turcja                                                       | 50 przekazane przez Turcję w sierpniu 2022, 150 dalszych zadeklarowane |                   |
| (fot. w służbie USA)           | MaxxPro                     | Stany Zjednoczone                                            | Przekazane przez USA (przynajmniej 18), ujawnione w sierpniu 2022 |                   |
|                                | Roshel Senator              | Kanada                                                       | Od maja 2022, do grudnia dostarczono ok. 100 |                   |
| Artyleria samobieżna lufowa    |                             |                                                              | |                   |
|                                | Bars-8MMK                   | Ukraina                                                      | [ 28 ] |                   |
|                                | 2S9 Nona                    | ZSRR                                                         | Wozy poradzieckie (61). |                   |
|                                | 2S1 Gwozdika                | ZSRR                                                         | Wozy poradzieckie (ok. 300). W 2022 roku dalsze przekazane przez Polskę. Od kwietnia 2022 dostarczane też przez Czechy. |                   |
|                                | 2S3 Akacja                  | ZSRR                                                         | Wozy poradzieckie (ok. 250). W 2022 roku dalsze zdobyte na Rosji. |                   |
|                                | 2S19 Msta-S                 | ZSRR                                                         | Wozy poradzieckie (35). W 2022 roku dalsze zdobyte na Rosji. |                   |
|                                | 2S5 Hiacynt                 | ZSRR                                                         | Wozy poradzieckie (18). |                   |
|                                | 2S7 Pion                    | ZSRR                                                         | Wozy poradzieckie. |                   |
|                                | Bogdana                     | Ukraina                                                      | Jeden prototyp użyty bojowo w 2022 |                   |
| (fot. w służbie czeskiej)      | Dana                        | Czechosłowacja · ( Czechy)                                   | Przekazane przez Czechy, ujawnione w maju 2022 |                   |
| (fot. w służbie słowackiej)    | Zuzana 2                    | Słowacja                                                     | 8 zakupionych w Słowacji, pierwsze 4 dostarczone w sierpniu 2022. Działo L/52. |                   |
|                                | CAESAR                      | Francja                                                      | 12 przekazane przez Francję w maju 2022, 6 dalszych zadeklarowane w czerwcu 2022 |                   |
|                                | Krab                        | Polska                                                       | 18 sztuk przekazane przez Polskę w maju 2022, dalsze 54 zamówione przez Ukrainę. |                   |
| (zdjęcie poglądowe)            | AS90                        | Wielka Brytania                                              | Około 30 przekazane na początku 2023 roku. |                   |
| (fot. w służbie norweskiej)    | M109A3GN, M109A4BE, M109A5Ö | Stany Zjednoczone · ( Norwegia, Belgia, Łotwa)               | 22 haubice M109A3GN (L/39) przekazane przez Norwegię w czerwcu 2022. Ponad 20 M109A4BE (L/39) zakupione w Belgii przez Wielką Brytanię i przekazane w maju–czerwcu 2022 (według innych informacji, 64). 6 haubic M109A5Ö przekazane przez Łotwę w sierpniu 2022 (ex-austriackie) |                   |
| (fot. w służbie niemieckiej)   | Panzerhaubitze 2000         | Niemcy · ( Niemcy, Holandia)                                 | 7 przekazanych w czerwcu i 3 w lipcu przez Niemcy 5 przekazanych w czerwcu przez Holandię i 3 dalsze zadeklarowane 5 zadeklarowane w czerwcu do przekazania przez Włochy Rząd niemiecki zaakceptował sprzedaż przez producenta w przyszłości 100 PzH 2000 dla Ukrainy            |                   |
|                                | ZSU-23-4                    | ZSRR                                                         | Wozy poradzieckie. |                   |
|                                | 2K22 Tunguska               | ZSRR                                                         | Wozy poradzieckie. W 2022 roku dalsze zdobyte na Rosji. |                   |
| (fot. w służbie niemieckiej)   | Gepard                      | Niemcy                                                       | 5 przekazanych w lipcu 2022 przez Niemcy. Planowane przekazanie 30. |                   |
| Artyleria rakietowa            |                             |                                                              | |                   |
|                                | BM-21 Grad                  | ZSRR · ( Polska)                                             | Wyrzutnie poradzieckie kal. 122 mm na podwoziach Ural-375D lub 4320, część modernizowana w Ukrainie na innych podwoziach. W 2022 roku przekazane także przez Polskę (Ural-375D)                                                                                                  |                   |
| (zdjęcie poglądowe)            | 9P138 Grad-1                | ZSRR                                                         | Wyrzutnie poradzieckie kal. 122 mm na podwoziach ZiŁ-133 |                   |
|                                | BM-27 Uragan                | ZSRR                                                         | Wyrzutnie poradzieckie. W 2022 roku także zdobyczne rosyjskie |                   |
|                                | BM-30 Smiercz               | ZSRR                                                         | Wyrzutnie poradzieckie. |                   |
|                                | Wilcha                      | Ukraina                                                      | Produkcja od 2019 |                   |
|                                | Buriewicz                   | Ukraina                                                      | Ukraińskie rozwinięcie wyrzutni BM-27 Uragan |                   |
|                                | Toczka-U                    | ZSRR                                                         | Wyrzutnie poradzieckie (ok. 50 w 2010 roku). |                   |
| (fot. poglądowa)               | RM-70                       | Czechosłowacja · ( Czechy)                                   | Wyrzutnie czechosłowackie kal. 122 mm, przekazane przez Czechy, ujawnione w maju 2022 |                   |
| (fot. poglądowa)               | BM-21MT Striga              | Czechy)                                                      | Wyrzutnie czeskie kal. 122 mm, nowo wyprodukowane, używane od kwietnia 2022. |                   |
| (fot. poglądowa)               | APR-40                      | Rumunia                                                      | Wyrzutnie rumuńskie kal. 122 mm, nieznana liczba przekazana przez Rumunię – ujawnione w maju 2023. |                   |
|                                | M142 HIMARS                 | Stany Zjednoczone                                            | Przekazane przez USA w czerwcu 2022 |                   |
| (fot. w służbie niemieckiej)   | M270 MLRS / MARS II         | Stany Zjednoczone · ( Wielka Brytania, Niemcy)               | Pojazdy brytyjskie M270 zadeklarowane do przekazania w czerwcu 2022. 3 pojazdy niemieckie MARS II dostarczone w lipcu 2022. 3 pojazdy norweskie zadeklarowane w czerwcu do przekazania po modernizacji w Wielkiej Brytanii.                                                      |                   |